# Inata
Inata (tiếng Ả Rập: عيناتا) là một ngôi làng ở Syria thuộc huyện Talkalakh, tỉnh Homs. Theo Cục Thống kê Trung ương Syria, Inata có dân số 780 người trong cuộc điều tra dân số năm 2004.